# Весна на Зарічній вулиці
«Весна на Зарічній вулиці» (рос. «Весна на Заречной улице») — український радянський художній фільм, знятий у 1956 році режисерами Феліксом Миронером і Марленом Хуцієвим на Одеській кіностудії, одна з найпопулярніших картин епохи відлиги. У кінопрокат СРСР вперше фільм вийшов 26 листопада 1956 року. У 1957 році фільм переглянули 30,12 млн глядачів.
Займає 45-у позицію у списку 100 найкращих фільмів в історії українського кіно.

## Сюжет
1950-ті роки, до міста, де розташований великий металургійний комбінат, приїжджає випускниця педінституту, Тетяна Сергіївна Левченко (Ніна Іванова). Молодій вчительці належить викладати в заводській школі робітничої молоді російську мову і літературу. Старий знайомий Тетяни Микола Крушенков (Геннадій Юхтін), який працює на металургійному комбінаті інженером, допомагає Тані зняти кімнату і знайомить із майбутніми учнями. В школі Тетяна Сергіївна стає класним керівником восьмого класу, в якому навчається Олександр Савченко (Микола Рибников) — передовик виробництва, душа компанії, веселун та улюбленець заводських дівчат. Сашкові відразу сподобалася нова вчителька, і, щоби звернути на себе її увагу, він за звичкою намагається балагурити і загравати з нею, не залишаючи своїх залицянь навіть на уроках. Проте Тетяна ігнорує його знаки уваги. Саша, звиклий до легких перемог, дивується від такої поведінки дівчини, і його зацікавленість незабаром змінюється образою. Відчуваючи себе ураженим, Савченко вирішує, що освічена й інтелігентна Тетяна з презирством ставиться до нього, простого хлопця, роботяги-сталевара, що закінчив сім класів, і вважає його негідним своєї уваги. До того ж дружбу Тетяни з Миколою він помилково приймає за романтичні стосунки. Ображаючись і ревнуючи, Олександр кидає школу і намагається забути Тетяну, але незабаром розуміє, що по-справжньому кохає її.

## Знімальна група

### У ролях
- Ніна Іванова — Тетяна Сергіївна Левченко, учитель
- Микола Рибников — Саша Савченко, сталевар-передовик
- Володимир Гуляєв — Юра Журченко
- Валентина Пугачова — Зина
- Геннадій Юхтін — інженер Микола Миколайович Крушенков
- Римма Шорохова — Аля Альошина
- Микола Ключнєв — Федя Донченко
- Марина Гаврилко — Марія Гаврилівна, мати Зіни
- Юрій Бєлов — Євген Іщенко
- Валентин Брилєєв — Іван Мигулько

В епізодах
- Віктор Маркін — учень
- Євген Коваленко — хлопець-верзила, з компанії Журченко
- Жан Мельников — сусід Іщенко за партою
- Люся Максимова — сестра Саши Савченко
- Саша Мороз — брат Саши Савченко
- Володимир Карасьов — епізод
- Т. Галух
- Микола Фалєєв — директор школи

### Технічний персонал
- Автор сценарію — Фелікс Миронер
- Режисери-постановники — Фелікс Миронер, Марлен Хуцієв
- Головні оператори — Петро Тодоровський, Радомир Василевський
- Композитор — Борис Мокроусов
- Текст пісень — Олексій Фатьянов
- Другий режисер — Костянтин Жук
- Редактор — Євгенія Рудих
- Художник-постановник — Василь Зачиняєв
- Звукорежисер — Володимир Курганський
- Асистенти режисера — В. Швед. Г. Строкан
- Оператор — Г. Нікітін
- Асистент по монтажу — Етна Майська
- Майстер-гример — Зоя Губіна
- Директор картини — Данило Нєжинський

## Критика
Критика відзначила високий рівень режисури фільму. Увагу привернули і зйомки оператора Петра Тодоровського, який вміло чергував спільні та індивідуальні плани. Особливо глядачі відзначили пісню з кінофільму («Коли весна прийде, не знаю»).
Кінокритик Людмила Погожева помітила «велику кількість життєвих спостережень і дуже особистих ліричних роздумів, що буквально переповнювали фільм». «Саме спостереження та роздуми, — писала вона, — зробили зміст фільму набагато багатшим, складнішим, значнішим, ніж те диктувалося його нехитрою фабулою».
Зазначалося, що «творча праця оспівала тут без хибного пафосу, кольорових фраз — через захоплення людини, яка вперше усвідомила її красу і міць». У цьому «автори демонструють незвичайне у звичайному, вдивляючись у життя свіжим, гострим, зацікавленим, господарським поглядом, відкидаючи штампи, готові рішення». Радянський кінознавець Іван Корнієнко так оцінив значення фільму: «Це був важливий, принциповий крок уперед, і критика відразу відзначила новаторство фільму та його значення у розробці сучасної теми та у розвитку самого кіномистецтва».
Критик Любов Герасимова у журналі «Мистецтво кіно» аналізувала гендерні проблеми та чуттєві переживання персонажів. Кінокритик Сергій Кудрявцев писав, що «Весна на Зарічній вулиці» цікава тим, що «насамперед у ній є жива людина».
Сергій Кудрявцев вважав, що «можна розглядати „Весну на Зарічній вулиці“ як історію між двома робочими змінами: герой занурюється у побут, приватне життя, де, як метал, перевіряється на міцність». Він писав: «Глядач опиняється в положенні Тані Левченко, яка знає про нього, як про передового сталеварі, лише з чуток, і може щось не розглянути у його характері, ніби розділеному на дві іпостасі. Савченко, що вийшов із заводу, — уже не той, хто стояв біля доменної печі. Перший — Сашко, яким він собі здається, другий — хто є насправді. І лише у фіналі знаходить цілісність, ніби знявши, нарешті, маску зі свого обличчя».
Кінокритик Нонна Капельгородська писала: «„Весна на Зарічній вулиці“ вражала свіжістю бачення світу, тонким підходом до людської психології та уважним перенесенням її нюансів, на перший погляд, відтворенням атмосфери, в якій живуть, працюють, навчаються та люблять герої. У ній не виходили на перший план набридлі штампи, типові для тогочасних фільмів на робочу тематику».
Кінознавець Д. Янгблад констатував: «…цей фільм часто повторюється по російському телебаченню і користується популярністю у різного віку. Досі це як ковток свіжого повітря».
Картина означала інший поворот у традиційній для радянського кінематографа робітничій темі і мала «величезний, повсюдний і стійкий успіх», стала етапним твором радянського кінематографа. Наприкінці 1957 року фільм став лідером прокату та зібрав понад 30 мільйонів глядачів.

## Факти
2002 року, за ініціативою тодішнього мера Запоріжжя Олександра Поляка, на бульварі Шевченка споруджена мережа фонтанів та «Годинник закоханих». Спочатку для годинника, прикрашеного гербом Запоріжжя, планувалася роль міських «курантів», але незабаром його вирішено було зробити музичним — нині щогодини хронометр програє уривок з пісні «Коли весна прийде, не знаю…», що вважається неофіційним гімном Запоріжжя (з  художнього фільму «Весна на Зарічній вулиці»). А «закоханим» годинник став після того, як молодята узяли за традицію обов'язково біля нього фотографуватися.